# بلدية كابيزي
كابيزي إحدى بلديات مقاطعة بوجومبورا الريفية في بوروندي.